# 背影系列浮雕
背影系列浮雕由四件作品组成，由法国艺术家亨利·马蒂斯创作于1909至1930年间。该系列的第一件作品曾在伦敦第二届后印象主义作品展和纽约軍械庫藝術博覽會中展出。
这套作品的石膏原件收藏于马蒂斯博物馆。此外还先后烧铸了12套青铜雕塑，其中9套收藏于世界各地的9大博物馆：
- 法國國立現代藝術美術館 (巴黎)[2][3][4][5]
- 泰特美術館 (伦敦)[6][7][8][9]
- 蘇黎世美術館 (苏黎世)
- 斯图加特州立绘画馆 (斯图加特)
- 現代藝術博物館 (纽约)[10][11][12][13]
- 赫尚博物馆和雕塑园 (华盛顿特区)[14][15][16][17]
- 墨菲雕塑园（英语：Franklin D. Murphy Sculpture Garden） (洛杉矶)[18][19][20][21]
- 金贝尔艺术博物馆（英语：Kimbell Art Museum） (沃思堡)
- 休斯敦美术馆 (休斯敦)[22][23][24][25]